# Тельман, Рене
Рене Тельман (фр. René Taelman; 5 мая 1945, Одергем — 13 августа 2019, Брюссель) — бельгийский футбольный тренер и писатель.

## Биография
В качестве наставника долгое время работал на африканском континенте. За свою карьеру Тельман руководил различными коллективами «черного континента», а также сборными Буркина-Фасо и Бенина. С буркинийцами наставник в 2000 году участвовал в финальной части розыгрыша Кубка африканских наций в Гане и в Нигерии. На родине Тельман возглавлял «Серен» и «Серкль Брюгге».
Рене Тельман является автором восьми технических и учебных книг для футбольных тренеров.
Скончался специалист 13 августа 2019 года в Брюсселе от рака легких.

## Достижения

### Международные
- Обладатель Арабского кубка обладателей кубков (1): 1991/92.

### Национальные
- Чемпион Бахрейна (2): 1996/97, 1997/98.
- Обладатель Кубка Бахрейна (1): 1997/98.
- Чемпион Ливии (1): 2003/04.
- Обладатель Кубка Марокко (2): 1989/90, 1991/92.
- Обладатель Кубка эмира Кувейта (1): 1995/96.
- Обладатель Кубка принца Кувейта (1): 1995/96.
- Обладатель Суперкубка Кот-д’Ивуара (1): 1993.